# Крисс, Пётр Жакович
Пётр Жакович Крисс (род. 6 августа 1923, Одесса — 30 июня 2017) — кандидат технических наук. Сотрудник ОКБ МЭИ. Пётр Крисс был учеником Е. Р. Гальперина и В. А. Котельникова.

## Биография
Пётр Жакович Крисс родился 6 августа 1923 года в городе Одесса. В 1940 году окончил среднюю школу. Затем поступил на электрофизический факультет МЭИ на специальность «Электронные приборы».
С 30 июня по 16 сентября 1941 года он работал в составе комсомольского строительного отряда МЭИ, который занимался сооружениями противотанковой защиты и дотов. Отряд находился в Смоленской области на берегу Днепра. В 1942 году стал разъездным механиком МТС. В апреле 1943 года Пётр Крисс становится лаборантом кафедры радиопередающих устройств.
Во время обучения на третьем курсе, Пётр Крисс стал учеником В. А. Котельникова, который в 1943 году начал преподавать «Основы радиотехники». Лекции были увлекательными для студента, и как признавался Пётр Крисс, Владимир Котельников быстро стал его кумиром. Время, когда Пётр Крисс работал под его руководством, он впоследствии называл лучшими годами своей жизни.
Летом 1945 года Пётр Жакович начинает работать старшим лаборантом, и является студентом радиотехнического факультета. В январе 1945 года стал сталинским стипендиатом. Стал выпускником МЭИ, защитив диплом, а в январе 1947 году получил должность ассистента кафедры РПУ. Летом 1947 года Е. Р. Гальперин привлек его к работе на кафедре в группе сектора ОНИР. В то время эта группа под руководством В. А. Котельникова начала работу на тему «Индикатора». Первой работой, которую сделал Пётр Жакович, был бортовой передатчик телеметрической системы «Индикатор» для ракеты 2РЭ. В апреле 1950 года — стал старшим инженером, руководителем группы Сектора специальных работ ОНИР МЭИ.
В 1960-х годах Пётр Крисс становится руководителем лаборатории, в которой занимались разработкой бортового передатчика для системы «Трал», участвовали в испытаниях систем «Факел» и «Трал» на ракетах М5РД, руководили работами по разработке бортовой аппаратуры «Факел» для баллистической ракеты Р7, разрабатывали и серийно изготавливали бортовой ретранслятор «Рубин Д» для космических кораблей «Восход» и «Восток». За выполненные работы Петру Жаковичу Криссу присвоили ученую степень кандидата технических наук без защиты диссертации. Также он руководил разработкой системы «Контакт» в рамках лунной программы.
Работал переводчиком и редактором переводов технических книг с английского и немецкого языков в издательстве «Мир».
Из-за болезни ему пришлось оставить работу в ОКБ МЭИ и выйти на пенсию. 6 августа 2013 года он отметил свой 90-й День Рождения.
Пётр Жакович Крисс умер 30 июня 2017 года в Москве.

## Награды
- Награждён орденом «Трудового Красного Знамени», двумя орденами «Знак Почёта», медалью «За доблестный труд в Великой Отечественной войне». Ему присвоено звание «Почётный радист СССР», «Заслуженный работник высшего образования СССР», «Ветеран Космонавтики России», «Заслуженный создатель космической техники».
- Также награждён медалями им. Титова, Гагарина и Королёва[1].